# Michał Mrozowski
Michał Mrozowski (ur. 12 maja 1959) – polski profesor nauk technicznych.  

## Życiorys
Wszystkie stopnie naukowe uzyskiwał na PG – doktoryzował się tam w 1990 roku na podstawie pracy zatytułowanej Waves in shielded lossless isotropic waveguiding structures, habilitował się cztery lata później pisząc rozprawę Eigenfunction Expansion Techniques in the Numerical Analysis of Inhomogeneously Loaded Waveguides and Resonators. 
Tytuł profesora nauk technicznych nadano mu w 2001 roku.
Specjalizuje się w zagadnieniach z zakresu elektroniki, telekomunikacji oraz teorii pola elektromagnetycznego. Członek korespondent Polskiej Akademii Nauk od 2013 roku. Wykładowca oraz kierownik w Katedrze Inżynierii Mikrofalowej i Antenowej na Wydziale Elektroniki, Telekomunikacji i Informatyki Politechniki Gdańskiej. Członek Komitetu Elektroniki i Telekomunikacji PAN, zasiada w Radzie Naukowej Instytutu Maszyn Przepływowych im. Roberta Szewalskiego PAN. 

## Nagrody i wyróżnienia
- Nagrody Prezesa Rady Ministrów (dwukrotnie: 1995, 1998)
- Indywidualna Nagroda Ministra Edukacji i Sportu (2005)
- Zespołowa Nagroda Ministra Edukacji Narodowej II stopnia (1990)
- Zespołowa Nagroda Sekretarza PAN (1987)
- Nagroda Naukowa Miasta Gdańska im. Jana Heweliusza w kategorii nauk ścisłych i przyrodniczych (2002)[4]

Źródło:.